# Синти-панк
Синти-панк (англ. synth-punk), или электро-панк (англ. electropunk), — музыкальный жанр, который сочетает в себе элементы электронной музыки и панка. Музыкант Дэмиан Рэмси ввёл термин «синти-панк», зарегистрировав новое доменное имя в сети Интернет в 1999 году, для ретроспективного описания групп 1977—1984 гг., исполняющих панк на синтезаторной основе. Веб-страницы его сайта содержат описание таких групп, как Nervous Gender, The Units, The Screamers, Tone Set, Our Daughters Wedding и Voice Farm. Позже печатные СМИ применили этот термин для описания исполнителей, объединяющих панк с синтезаторным звучанием, которое, однако, не является доминирующим (например, для группы The Stranglers).
Более приемлемо термин «синтипанк» печатные СМИ использовали для описания группы Suicide, которая изначально отсутствовала на сайте Damian Ramsey, так как уже была широко представлена в сети. Однако термин по нарастающей использовали для описания новых групп гитарного панка с добавлением синтезаторов, как, например, Le Tigre, Mindless Self Indulgence, Former Ghosts, The Epoxies, Blowoff, Ima Robot или Full Minute of Mercury, а также для описания повторно обнаруженных и переизданных исполнителей, таких как Futurisk.

## Характеристики
Ранний панк на синтезаторной основе звучит очень экстремально: скрежещущее электронное звучание в сопровождении постоянно срывающегося в крик вокала. Вторая волна исполнителей радикально отличается от первой, это более сбалансированное звучание, которое, в большинстве своём, сложно отличить от энергичного электронного инди-рока.

## История

### Конец 1970-х и 1980-е
Группа Suicide, которую The Guardian назвал ветераном электропанка, претендует на роль первопроходца жанра с репетиционной записью 1975 года. Газета Los Angeles Times отнесла группу The Screamers к «техно-панку» в статье 1978 года. Группа The Units была причислена к «панкам играющим на клавишных» в статье газеты The San Francisco Examiner 1979 года. Музыканты Billy Synth & the Janitors (1978-1982), а позже как Billy Synth & the Turnups внедряли звучание синтезатора непосредственно в панк. The Washington Post охарактеризовал группу Devo начала 1980-х как «... научно-фантастический синтипанк, недостающее звено между Ramones и Depeche Mode». К прочим примерам электропанка можно отнести синглы: "T.V.O.D."/"Warm Leatherette" (1978) группы The Normal, "My Dark Ages" (переиздание на Rough Trade, 1980) группы Pere Ubu, "She Was A Visitor" (1980) группы Minimal Man, "Keep Out Of My Body Bag" (1982) группы Enstruction. Примерами европейских команд являются французы Métal Urbain и немцы D.A.F.

### 1990-е
В начале 1990-х годов в Германии сформировался новый жанр диджитал-хардкор, сочетающий элементы хардкор-панка и электронной музыки. Диджитал-хардкор был создан такими группами, как Atari Teenage Riot, Alec Empire и др. Элементы синти-панка можно увидеть в таких группах, как: Hanin Ellias и Cobra Killer, в которых также есть элементы электроклэша, стиля музыки, который объединяет нью-вейв и электро-дэнс. Влияние синти-панка также переживают первопроходцы жанра французский хаус: Daft Punk, Modjo, Bob Sinclar и другие.

### 2000-е: вторая волна популярности синти-панка
Популярность синти-панка стала нарастать благодаря таким исполнителям, как Le Tigre, Mindless Self Indulgence, Retard-O-Bot и другим. К концу 2000-х синти-панк нашёл ещё больше новых слушателей ввиду популярности следующих исполнителей: Crystal Castles, Bondage Fairies, LCD Soundsystem и Dead Disco.

### 2010-е: популярность на постсоветском пространстве
Синти-панк стал набирать популярность на постсоветском пространстве благодаря песням белорусского дуэта ЛСП. В 2016 году Кирилл Бледный создаёт группу Пошлая Молли, которая инкорпорирует поп-панк в синти-панк. Дебютный альбом Пошлой Молли «8 способов как бросить дрочить» быстро набрал популярность в интернете. Портал The Flow поместил альбом на 2 строчку «50 отечественных альбомов 2017». Вскоре синти-панк стал мейнстримным жанром на постсоветском пространстве. Вслед за Пошлой Молли синти-панк стали исполнять МУККА, Френдзона, Кис-Кис, Дора и многие другие.

### 2020-е: набирание популярности в США
Отчасти к набиранию популярности синти-панка в США приложил руку Трэвис Баркер, который продюсирует множество исполнителей, играющих в стиле поп-панк и эмо-рэп (например Machine Gun Kelly). Помимо этого, начиная с 2019 года бешенными темпами набирает популярность новый экспериментальный жанр гиперпоп, являющийся смесью синти-панка, поп-панка, трэпа, хэппи-хардкора и чиптюна. "Короли" синти-панка Crystal Castles, Mindless Self Indulgence и Le Tigre вновь стали мейнстримными исполнителями, деля популярность с представителями нового жанра: 100 Gecs, Dorian Electra и Slayyyter.